# Otto Georg Wetterstrand
Otto Georg Wetterstrand (Skövde, 14 settembre 1845 – 11 luglio 1907) è stato uno psichiatra svedese.

## Biografia
Wetterstrand studiò medicina all'Università di Uppsala e nel 1871 ottenne la licenza medica all'Istituto Karolinska. Successivamente aprì uno studio psichiatrico a Stoccolma.
Fu il primo medico svedese ad usare la psicoterapia suggestiva. Tra le sue opere scritte vi era Der Hypnotismus und dessen Anwendung in der praktischen Medicin, poi tradotto in inglese e pubblicato come Hypnotism and its application to practical medicine (1897).
| Controllo di autorità | VIAF (EN) 293834951 · ISNI (EN) 0000 0003 6449 9739 · LCCN (EN) n2012190154 · GND (DE) 140618708 · J9U (EN, HE) 987007603966705171 |